# Benet Pons Fàbregues
Benet Pons Fàbregues (Palma, 1853 - Palma, 1922) fou un polític, periodista, historiador i arxiver mallorquí.

## Activitat professional i periodística
Estudià a Saragossa i a Madrid i obtengué els títols d'advocat i arxiver bibliotecari. A partir de 1894 treballà per a l'ajuntament: fou arxiver (1894-1912), cronista oficial (1896-1922) i secretari (1909-22). El 1869, creà la publicació El Eco de la Juventud. Fundà i dirigí els diaris republicans federals El Comercio (1880-83), La Autonomía (1883-84) i Las Baleares (1890-96). El 1897, amb el seu amic Lluís Martí, impulsà la publicació del setmanari La Región. Va col·laborar en un gran nombre de diaris mallorquins, espanyols i estrangers.

## El polític republicà i autonomista
La seva activitat política va estar vinculada a la feina com a periodista. El 1881-83, fou un dels dirigents que reorganitzaren el Partit Republicà Democràtic Federal i creà la Lliga de Contribuents de Balears. A més, mantengué estretes relacions amb el moviment obrer i influí sobre la Unió Obrera Balear (1881-86) i l'Ateneu Obrer Mallorquí (1890-92). El 1909, va fer una conferència de caràcter regionalista en el Centre Català de Mallorca. A partir de 1910 va fer part del comitè de la Conjunció Republicano-socialista de Mallorca i dirigí el setmanari republicà El Ideal. El gener de 1913, impulsà la reorganització de la Unió Republicana i formà part de la comissió mixta amb els republicans radicals. L'agost d'aquell mateix any, s'escindí amb el Partit Reformista i formà part del seu comitè local. El 1915, s'uní als reformistes dissidents de Bernat Obrador. En aquest mateix any des del consistori, va ser estimular Paula Cañellas Alba i Rosa Estaràs Valeri a crear l'Institut d'Estudis Superiors per a la Dona (1915-1917), el primer centre d'ensenyament superior laïc i públic que malauradament no va sobreviure a la resistència de l'Església catòlica i les forces conservadores. El 1917, es destacà en la defensa del dret mallorquí i el 1919 fou un dels impulsors de la campanya a favor de l'autonomia de Mallorca.

## Historiador i home de cultura
Col·laborà al Bolletí de la Societat Arqueològica Lul·liana (1897-98) i a la Nova Palma, on va escriure per primera vegada en català. El 1919 fou nomenat comissari regi de Belles Arts a les Balears. També fou escultor, poeta i músic. És autor d'un autoretrat de bronze, d'un monument titulat Mallorca, premiat a l'Exposició Regional de 1903, d'un bust de Chopin i de les estàtues Resignació i Fiat voluntas tua!. Era soci corresponent de la Real Academia de la Historia i de la Real Academia de Bellas Artes de San Fernando, de Madrid. A Sociologia del Regionalisme (1909) va fer una interpretació autonomista de la historia d'Espanya i defensà l'igualtat del català davant el castellà. Criticà el caciquisme i la intolerància i proposà la independència del poder judicial i l'ampliació de la instrucció pública. És autor de diversos estudis sobre la història de Mallorca, com La bandera de la ciutat de Mallorca (1907, reeditat el 1976), Los capuchinos. Fundación de esta orden en Mallorca. Sus monasterios (1909), La carta de Franquesa del rei en Jaume constituint el Regne de Mallorca (1917) i El dret foral i l'autonomia de Mallorca (1919). També va publicar informes i documents relatius a l'Ajuntament de Palma, com Informe sobre la cesión de las murallas de mar al excelentísimo ayuntamiento (1916) i La Escuela Graduada (1916), a més d'un Catálogo del Archivo municipal (1902-1922). Inicià la publicació d'una col·lecció de documents referents al regne de Mallorca (1898), i és autor de Juan Oliver (Maneu), Vicente Juan (Ribas). Memorias biográficas (1906), Ramon Llull, apóstol del amor (1915), El Museo de Raixa. Gestiones para lograr su conservación en Mallorca (1918), La mujer en la sociedad moderna (1919) i Portafolio de Baleares. Guía de Mallorca (1922). A més fou un dels autors de Mallorca artística, arqueológica, monumental (1899, reeditat el 1989). L'Ajuntament de Palma li dedicà un carrer.